# Осмийдигафний
Осмийдигафний — бинарное неорганическое соединение, интерметаллид
осмия и гафния
с формулой Hf2Os,
кристаллы.

## Получение
- Сплавление стехиометрических количеств чистых веществ:

{\displaystyle {\mathsf {Os+2Hf\ {\xrightarrow {2060^{o}C}}\ Hf_{2}Os}}}

## Физические свойства
Осмийдигафний образует кристаллы
кубической сингонии,
пространственная группа F m3m,
параметры ячейки a = 1,2278 нм, Z = 32,
структура типа никельдититана Ti2Ni
.
Соединение образуется по перитектической реакции при температуре 2060 °С и имеет область гомогенности 31÷34 ат.% осмия
.
Теоретические расчеты энтальпии образования соединения показывают, что соединение нестабильно